# Huda Polica
'Huda Polica – wieś w Słowenii, w gminie Grosuplje. 1 stycznia 2017 liczyła 32 mieszkańców.